# Insurgencia kurda en Turquía
La insurgencia kurda en Turquía, también llamado el conflicto kurdo-turco, el conflicto kurdo, la insurgencia kurda, la rebelión kurda o terrorismo del PKK. Es descrito como un levantamiento o incluso una guerra civil, es un conflicto entre Turquía y los insurgentes kurdos que exigen la independencia del Kurdistán o gozar de cierta autonomía y mayores derechos políticos y culturales para los kurdos dentro de la República de Turquía.
El principal grupo rebelde es el Partido de los Trabajadores de Kurdistán o PKK (en kurdo: Partiya Karkerên Kurdistan) que es considerado una organización terrorista por Turquía, Estados Unidos y la Unión Europea. Aunque los insurgentes han llevado a cabo ataques en el oeste de Turquía, la insurgencia opera principalmente en el este y sudeste del país. La fuerte presencia militar del PKK en la región del Kurdistán iraquí, región que utiliza como plataforma de lanzamiento para ataques contra Turquía, ha llevado a que el ejército turco lleve a cabo frecuentes incursiones de tierra y ataques aéreos y de artillería en la región. No obstante, el Gobierno Regional del Kurdistán iraquí afirmó que las fuerzas turcas no tienen suficiente fuerza militar para impedir que el PKK siga activo. El conflicto ha afectado particularmente a la industria turística de Turquía.
Desde que el PKK fue fundado el 27 de noviembre de 1978, ha participado en enfrentamientos armados con las fuerzas de seguridad turcas. La insurgencia a gran escala, sin embargo, no empezó hasta el 15 de agosto de 1984, cuando el PKK anunció un levantamiento kurdo. La primera insurgencia se extendió hasta el 1 de septiembre de 1999, cuando el PKK declaró un unilateral alto el fuego. El conflicto armado se reanudó más tarde el 1 de junio de 2004, cuando el PKK declaró el fin de su alto el fuego.
Los kurdos se rebelaron también en Irán entre 1962-1970 y 1974-1975 y en Irak en 1991, reprimidos por el régimen de Sadam Huseín y obligados a huir a Turquía más de un millón de kurdos, provocando una crisis humanitaria, que llevó a la ONU a intervenir en el norte de aquel país entre 1992 y 1995.

## Cronología de las negociaciones de paz (2012-2015)

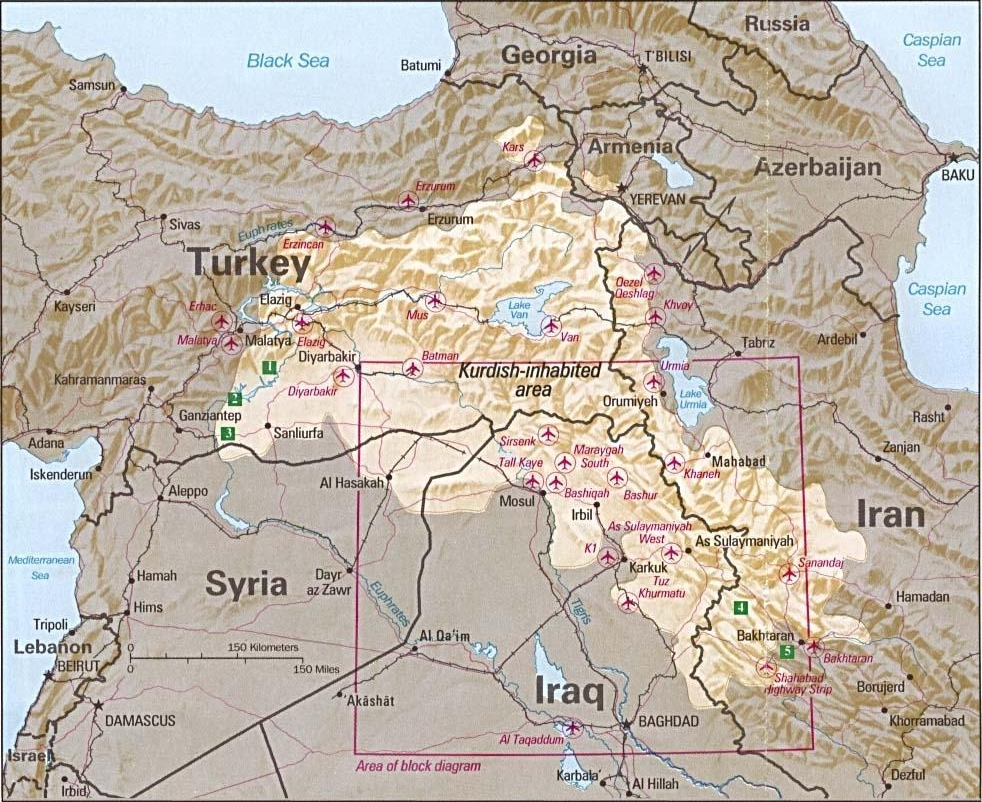
Territorios de mayoría kurda.

En diciembre de 2012 se conoció públicamente que el gobierno de Turquía mantenía conversaciones encaminadas a iniciar un proceso de paz a través de los servicios de inteligencia con el líder del PKK Abdullah Öcalan en la cárcel.
El 21 de marzo de 2013, Öcalan anunció el fin de la lucha armada y el alto el fuego.
El PKK exigió para iniciar su retirada de suelo turco hacia sus bases en las montañas Kandil, en el norte de Irak,  la creación de un Comité de Sabios, una comisión parlamentaria de supervisión del proceso y la creación de un marco legal para regular el repliegue de los guerrilleros para evitar lo sucedido en 1999 cuando soldados turcos atacaron a militantes kurdos que intentaban cruzar al lado iraquí.
En abril de 2013 el primer ministro turco, Recep Tayyip Erdoğan, anuncia su intención de crear un «comité de sabios» con un papel consultivo para supervisar el proceso de diálogo con la guerrilla kurda del Partido de los Trabajadores del Kurdistán (PKK) encargado de informar al público sobre las negociaciones y de impulsar el proceso de paz. El comité está formado 63 miembros: académicos, intelectuales y expertos en la cuestión kurda, pero también por cantantes, artistas, hombres de negocios y periodistas conocidos por el gran público. Voces críticas han lamentado que no se haya tratado de grandes expertos, con mayor edad y experiencia política, como ha ocurrido en otros países. El primer ministro Erdogan quiere que los guerrilleros se desarmen antes de cruzar la frontera y se muestra contrario a modificar o crear leyes en este sentido.
También en abril de 2013 el Gobierno turco y el Parlamento de Ankara aprobaron la propuesta del Partido de la Justicia y el Desarrollo (AKP) de crear una “Comisión de Evaluación” para avanzar en el proceso de paz con los guerrilleros del Partido de los Trabajadores del Kurdistán (PKK).  Se aprobó con los votos favorables del AKP y el Partido Paz y Democracia (BDP). La sesión plenaria fue tensa y terminó con la retirada de los dos principales partidos de la oposición, el Partido Republicano del Pueblo (CHP) y el Partido Acción Nacional (MHP). 
En septiembre de 2013 se detuvo la retirada del PKK y éste acusó al gobierno no cumplir su parte de las negociaciones. Los partidos prokurdos insistieron en que era necesario establecer un marco legal para las negociaciones.
En junio de 2014 el gobierno turco presentó en el parlamento un proyecto de ley que daría un marco legal a las actuales negociaciones de paz con el PKK. Esta propuesta de ley era requerida por los partidos prokurdos para continuar las negociaciones. Con la nueva ley el ejecutivo llevaría toda la iniciativa del proceso de paz y designaría directamente a individuos o instituciones que tendrían inmunidad legal, para que participaran en las negociaciones. La propuesta se planteó unos días antes de que Erdogan presentara su candidatura en las elecciones presidenciales.
Tras la presentación de esta iniciativa legal representantes de los partidos prokurdos se reunieron en la prisión de Imrali con Öcalan para debatir la propuesta. 
En agosto de 2014 se celebraron elecciones presidenciales en Turquía y Erdogan gana los comicios con el 51,8 % de los votos. En sus primeras declaraciones menciona el objetivo de avanzar en el proceso de negociación. El líder político kurdo Selahattin Demirtas logra el 9,7 % de los votos. Es la primera vez que la ciudadanía elige directamente al Presidente.
El 17 de febrero de 2015 el PKK pide “pasos concretos” en el proceso de paz al gobierno turco en un comunicado publicado en su web. «Nuestro movimiento está en una fase de pensar de forma seria y crítica y de adoptar decisiones» El partido considera que la pelota está en el tejado del Ejecutivo turco de AKP  el proceso de paz se encuentra en una fase muy crítica y peligrosa y cerca del final añade el comunicado.
El 28 de febrero el Partido Democrático de los Pueblos (HDP) reunido con el partido gobernante, el AKP, hizo pública una declaración con 10 puntos mínimos para el desarrollo del proceso tras haberse reunido con Öcalan y con ejecutivos del PKK en las montañas donde tiene sus bases la guerrilla kurda:
- La política democrática, su definición y contenido
- Resolución Democrática y el reconocimiento de las dimensiones nacionales y locales de resolución
- Las garantías jurídicas y democráticas de la ciudadanía libre
- Las líneas relativas a la relación de las políticas democráticas respecto al Estado y la sociedad y la institucionalización de esta
- Las dimensiones socioeconómicos del proceso de resolución
- El tratamiento de la relación entre la democracia y la seguridad en el proceso de una manera que proteja el orden y las libertades públicas
- Las soluciones legales y garantías para los problemas de las mujeres, la cultura y la ecología
- Desarrollo de una comprensión pluralista del concepto de identidad, su definición y reconocimiento
- El reconocimiento de una república democrática, patria común y los pueblos con criterios democráticos, dentro de un sistema democrático pluralista con garantías legales y constitucionales. Una nueva constitución con el fin de internalizar toda esta transformación democrática.[78]

El 21 de marzo de 2015 Öcalan hace un llamamiento para acabar con cuarenta años de enfrentamiento con el Estado turco y aboga por una "solución democrática" redefiniendo una ciudadanía "libre, igualitaria y constitucional en el marco de la República de Turquía" y pide un Congreso Extraordinario del PKK “para acabar con 40 años de lucha”. Lo hace por carta que es leída el día de la festividad del Noruz, año nuevo kurdo, en la principal ciudad kurda de Turquía: Diyarbakir.
El 22 de marzo de 2015 el gobierno turco critica al presidente del país Erdogan por opinar sobre la gestión del proceso de paz con la guerrilla del PKK. El vice primer ministro Bülent Arinç  le recuerda que es el gobierno quien es responsable del proceso. El desencuentro llega tras el anuncio por parte del gobierno de que establecerá una comisión de seguimiento del proceso. Erdogán está en contra porque quiere que sean los servicios secretos turcos quienes asuman este papel de seguimiento.
En junio de 2015 se celebran elecciones legislativas en Turquía y por primera vez un partido prokurdo el Partido Democrático del Pueblo (HDP) logra superar el umbral del 10 % que marca la ley y accede como grupo al Parlamento. El partido del gobierno pierde la mayoría absoluta.

## 2015-2025
En junio de 2015, la principal milicia kurda siria, YPG, y el principal partido pro kurdo de Turquía, HDP, acusaron a Turquía de permitir que los soldados del Estado Islámico (EIIL) cruzaran su frontera y atacaran la ciudad kurda de Kobanî en Siria. El conflicto entre Turquía y el PKK se intensificó tras el atentado con bomba de Suruç del 20 de julio de 2015 contra activistas progresistas, que fue reivindicado por ISIL. Durante la Operación Mártir Yalçın del 24 al 25 de julio de 2015, Turquía bombardeó supuestas bases del PKK en Irak y bases del PYD en la región kurda de Siria en Rojava, supuestamente como represalia por el asesinato de dos policías en la ciudad de Ceylanpınar (que el PKK negó haber cometido), poniendo fin al alto el fuego (después de muchos meses de tensiones crecientes). Aviones de combate turcos también bombardearon bases de las YPG en Siria.
La policía turca anuncia la incautación de municiones del PKK en Diyarbakır, agosto de 2015 La violencia pronto se extendió por toda Turquía. Muchos negocios kurdos fueron destruidos por turbas. La sede y las secciones del Partido Democrático de los Pueblos (HDP) prokurdo también fueron atacadas. Hay informes de civiles asesinados en varios pueblos y aldeas poblados por kurdos. El Consejo de Europa expresó su preocupación por los ataques contra civiles y el bloqueo de Cizre el 4 de septiembre de 2015.
El 14 de febrero de 2021, el ministro de Defensa de Turquía, Hulusi Akar, afirmó que 13 soldados y policías, que habían sido rehenes del PKK desde 2015 y 2016, fueron ejecutados durante un intento de operación de rescate. Erdoğan culpó a Estados Unidos y a los políticos kurdos por la operación fallida, mientras que el líder del CHP, Kemal Kılıçdaroğlu, acusó a Erdogan de ser responsable de las muertes. El PKK afirmó que los rehenes fueron asesinados por ataques aéreos turcos durante la operación. El padre de uno de los rehenes fallecidos, Semih Özbey, fue citado para identificar a su hijo y, según el presidente de la Asociación Turca de Derechos Humanos, afirmó que vio una herida de bala en la cabeza de su hijo. En una entrevista con Sözcü, el padre señaló que creía que los rehenes fueron ejecutados, pero solo se le mostró una foto del rostro de su hijo y se negó a ver su cuerpo. Agregó que durante el encarcelamiento de su hijo habló repetidamente tanto con los parlamentarios del HDP como con Erdoğan sin éxito. La Asociación Turca de Derechos Humanos, que previamente había ayudado a devolver a los rehenes del PKK, declaró que sus ofertas para ayudar a negociar fueron rechazadas por los funcionarios estatales.
El 17 de abril de 2022, la Operación Claw-Lock comenzó con una operación ofensiva transfronteriza en el Kurdistán iraquí supuestamente (reclamación del PKK) con el apoyo del KDP y áreas seleccionadas, incluidas Metina, Zap y Avashin. La operación está actualmente en curso.
En mayo de 2022, mientras se pedía a Suecia y Finlandia que se unieran a la alianza de la OTAN, Turquía se opuso a su adhesión a menos que estos países tomaran medidas enérgicas contra las redes kurdas y gulenistas locales. La medida ha sido comentada como una tarjeta política para distraer la atención de la actual crisis económica en Turquía y aumentar la participación en las próximas elecciones, adoptando una postura agresiva contra las potencias extranjeras y los kurdos que son favorables al AKP. El 30 de junio de 2022, el presidente turco, Recep Tayyip Erdoğan, dijo que Suecia había hecho una "promesa" de extraditar a "73 terroristas" buscados por Turquía.
El 20 de julio de 2022, Turquía bombardeaba la aldea iraquí de Paraj matando a 9 personas e hiriendo a otras 23, todas ellas turistas.